# تسمية كوفيد-19
في أثناء الأيام الأولى من جائحة كوفيد-19، كان المرض والفيروس يطلق عليهما أحيانًا «فيروس كورونا»، أو «فيروس كورونا في ووهان» أو «الالتهاب الرئوي في ووهان».
في يناير 2020، أُطلقت منظمة الصحة العالمية "WHO" عليه مؤقتًا «2019-ن.كوف»، اختصارًا لـ «2019 نوفل فيروس كورونا»، أو «2019 نوفل فيروس كورونا- مرض تنفسي حاد». هذه التسمية كانت مبنية على إرشادات المنظمة لعام 2015 لتسمية فيروسات وأمراض نوفل، بتجنب استخدام المواقع الجغرافية (مثل ووهان)، جزئيًا لمنع وصمة العار الاجتماعية. استُخدمت أيضًا بنية مماثلة من قبل AP عند الإشارة إلى متغيرات الفيروسات، على سبيل المثال، الإشارة إليها على أنها «متغير دلتا» بدلاً من «متغير جنوب إفريقيا».
في 11 فبراير 2020، أطلقت منظمة الصحة العالمية على المرض اسم كوفيد-19 (اختصارًا لمرض فيروس كورونا الناشئ عام 2019). في ذلك اليوم نفسه، أعلنت اللجنة الدولية لتصنيف الڤيروسات (ICTV) رسميًا أنها سمت الفيروس المسبب باسم SARS-CoV-2 (فيروس كورونا المتلازمة التنفسية الحادة الشديدة 2 – Severe Acute Respiratory Syndrome CoronaVirus) بناءً على تشابهه الجيني مع SARS-CoV عام 2003.  شرَحَ المدير العام لمنظمة الصحة العالمية، تيدروس أدهانوم غيبريسوس، أن CO يشير إلى كورونا، وأن VI يشير إلى فيروس، و D يشير إلى المرض، في حين أن الرقم 19 يشير إلى العام الذي جرى فيه اكتشاف التفشي لأول مرة. ويستند الفصل بين المرض والفيروس المسبب إلى سياسات التسمية نفسها التي تفصل بين مرض الإيدز والفيروس المسبب له، فيروس نقص المناعة البشرية (HIV).

## الفيروس الصيني
من يناير إلى مارس من عام 2020، وصف الرئيس الأمريكي دونالد ترامب الفيروس مرارًا بأنه «الفيروس الصيني». في مارس 2020، ادّعى الرئيس أنه تخلى عن المصطلح، قائلًا لشبكة فوكس نيوز: «لا ينبغي أن نجعل منه شيئًا كبيرًا بعد الآن». في 18 و 19 مارس من عام 2020، دافع ترامب مرتين عن استخدام مصطلح "الفيروس الصيني" وسط حالات من التعصب ضد الآسيويين في الولايات المتحدة. أشار إليه ترامب باسم "فيروس الصين" على الأقل في أواخر يناير 2021.

## فيروس سي سي بي - CCP
وبحسب ما ورد قامت جريدة Epoch Times بتمويل الجماعات اليمينية التي تروج لاستخدام مصطلح «فيروس CCP» لإلقاء اللوم على الحزب الشيوعي الصيني (CCP) في الوباء. صنع النحات النيوزيلندي صيني المولد تشين ويمينغ تمثالًا طوله 20 قدمًا في حديقة نحت الحرية في مدينة ييرمو بكاليفورنيا، يصور الزعيم الصيني والأمين العام للحزب الشيوعي الصيني شي جين بينغ ببروتينات سبايك مثل شعره، وأطلق عليه اسم: «فيروس سي سي بي».

## الأسلوب
اختلف أسلوب المصطلح منذ اكتشاف الفيروس والمرض. تُسمي منظمة الصحة العالمية المرض بـ كوفيد-19 مع كتابة جميع الأحرف بأحرف كبيرة وقد اتبعت العديد من المنظمات الأخرى زمام المبادرة. قام كل من AP Stylebook، و Chicago Manual of Style، و (Modern Language Association (MLA بتصنيفه بالمثل. لاحظ العديد من المراقبين أهمية التصنيف المناسب، على الرغم من السخافة البادية للقلق بشأن مثل هذه الأمور «في وقت مثل هذا» (خلال الأيام الأولى للوباء)، مشيرين إلى الارتباك والتحيز الناجمين عن التسمية غير الواضحة أو غير المتناسقة كما كانت حالة الإيدز (التي كانت تسمى GRID / HTLV-III / LAV في أوقات مختلفة) والتهاب الكبد أ و ب ( non-A , non-B ). وأشاروا أيضًا إلى أن الباحثين المستقبليين سيستفيدون من التناسق عند مراجعة البيانات والأبحاث السابقة.
ومع ذلك، فقد أصبحت تسمية «كوفيد-19» شائعة أيضًا. قدمت العديد من المصادر الإخبارية بما في ذلك (ذا نيويورك تايمز – The New York Times) و (سي إن إن – CNN) و ( Politico ) و (The Wall Street Journal) و (إن بي سي نيوز – NBCNews)، المصطلح بحرف C كبير ولكن جميع الأحرف الأخرى كحروف صغيرة.
نتيجة لذلك، أصبح استخدام «كوفيد-19» شائعًا وحتى المعيار المقبول في بعض الحالات. كان استخدام «كوفيد-19» في مصادر الأخبار من المملكة المتحدة مثل (الغارديان – The Guardian) المعيار أيضًا نظرًا إلى أن معظم الصحف البريطانية تستخدم اختصارًا كاملًا فقط إذا كان الاختصار مكتوبًا بشكل نموذجي مثل "B-B-C" أو "N-H-S"، في حين أن الاختصارات التي يجري نطقها ككلمات، مثل "Nasa" أو "Unicef"، يكون حرفها الأول كبيرًا وجميع الأحرف اللاحقة صغيرة.
بينما يشير COVID-19 إلى المرض ويشير SARS-CoV-2 إلى الفيروس المسبب له، فقد قُبلت الإشارة إلى «فيروس كوفيد-١٩». أصبحت الإشارة إلى SARS-CoV-2 باسم «الفيروس التاجي» مقبولة إلى حد ما، على الرغم من أن هذا الاستخدام يشير إلى وجود نوع واحد فقط من الفيروسات التاجية. وبالمثل، جرى التسامح مع استخدام "COVID" للمرض (إذا جرى تقديم الأول COVID-19). قُبل أيضًا استخدام «فيروس كورونا» للإشارة إلى جائحة كوفيد-19 الذي بدأ في ديسمبر 2019. على الرغم من أن هذا الاستخدام لا يحدد السنة أو المرض المرتبط بفيروس كورونا المقصود، نظرًا لتأثيره الشامل في ذلك الوقت، فقد عُدت هذه الإشارات مبررة. كان استخدام كلمة "the" عند الإشارة إلى المرض، أو الفيروس، أو جائحة 2019 متنوعًا تمامًا، إذ لزم البعض استخدام "the" في حين أن البعض الآخر لم يفعل ذلك. أشار قاموس أوكسفورد الإنجليزي إلى أن كلمة "the" لا تُستخدم عادةً عند الإشارة إلى المرض، كوفيد-19، ولكنها ليست نادرة عند الإشارة إلى الفيروس.
ظهرت الإشارة إلى الفيروس و/ أو المرض باسم «كورونا»، و«الكورونا»، و«الرونا» في أجزاء مختلفة من العالم.